# Coniina
La coniina (C8H17N) è un alcaloide velenoso presente nella cicuta in una proporzione del 2% nei frutti e dello 0,5% nelle foglie.

## Farmacologia
La coniina è una neurotossina che agisce a livello della placca neuromuscolare, determinando la paralisi muscolare, in particolare dell'apparato respiratorio.
Il blocco neuromuscolare della coniina è di tipo non depolarizzante, quindi analogo a quello dei curari, farmaci impiegati in ambito anestesiologico per indurre miorisoluzione.
La coniina è un antagonista competitivo del recettore nicotinico, cioè si lega a tale recettore senza attivarlo al posto del suo ligando endogeno (Acetilcolina).
Ciò che ne risulta è che il segnale nervoso non può essere trasmesso ai muscoli, che quindi non possono contrarsi.
La morte sopraggiunge per asfissia. 
La sua tossicità è piuttosto elevata per un composto vegetale: LD50= 1 mg/kg (orale, nel topo)
Viene solitamente assorbita per via orale, ma anche - con grande facilità - attraverso la pelle.

## Sintomi di avvelenamento
Poco tempo dopo l'assunzione di cicuta, dove la coniina è rintracciabile, si manifestano arsura in bocca, difficoltà a inghiottire, nausea, dilatazione delle pupille e debolezza alle gambe. Se la dose è massiccia, interviene la paralisi muscolare e quindi la morte per arresto respiratorio e asfissia.
La procedura di intervento in caso di avvelenamento consiste nel provocare il vomito al fine di ridurre la quantità assimilata e, se possibile, effettuare una lavanda gastrica cui affiancare la somministrazione di un purgante e carbone attivo.

## Storia
Le proprietà tossiche della coniina erano note fin dall'antichità e venne usata già al tempo dei greci come veleno da somministrare ai condannati a morte. Lo stesso Socrate fu condannato a bere una bevanda di cicuta.
Nell'antichità era anche usata, con dosi inferiori, come narcotica, antispasmodica, e più recentemente come analgesico e antidolorifico.
La coniina fu il primo alcaloide a essere sintetizzato da Albert Ladenburg nel 1886.